# 수원시 장안구 (선거구)
수원시 장안구는 대한민국의 옛 국회의원 선거구이다. 당시 경기도 수원시의 장안구 지역을 관할했다.

## 역사
1988년 7월 1일, 수원시에 구제가 실시되면서 장안구가 설치되었다. 이에 대한민국 제14대 국회의원 선거를 앞두고 수원시 을 선거구가 수원시 장안구 선거구로 개편되었다.
1993년 2월, 팔달동·남향동·지동·우만동·이의동이 신설되는 팔달구에 편입되었다. 이에 해당 지역들은 제15대 국회의원 선거를 앞두고 수원시 팔달구 선거구로 넘어갔다.
2003년 11월, 신안동, 화서1동, 화서2동이 팔달구로 편입되었다. 이에 제17대 국회의원 선거를 앞두고 해당 지역들이 수원시 팔달구 선거구로 편입되었다.
대한민국 제19대 국회의원 선거를 앞두고 수원시 지역 선거구 개편으로 인해 장안구 전 지역이 수원시 갑 선거구를 형성하게 됨에 따라 폐지되었다.

## 역대 국회의원
| 선거   | 정당 | 정당         | 의원   |
| ------ | ---- | ------------ | ------ |
| 1992년 |      | 통일국민당   | 이호정 |
| 1996년 |      | 자유민주연합 | 이병희 |
| 1997년 |      | 자유민주연합 | 이태섭 |
| 2000년 |      | 한나라당     | 박종희 |
| 2004년 |      | 열린우리당   | 심재덕 |
| 2008년 |      | 한나라당     | 박종희 |
| 2009년 |      | 민주당       | 이찬열 |

## 역대 선거 결과

### 대한민국 제14대 국회의원 선거
|  | 44.97% |

|  | 33.88% |

|  | 21.13% |

### 대한민국 제15대 국회의원 선거
|  | 28.68% |

|  | 28.07% |

|  | 18.89% |

|  | 14.40% |

|  | 2.93% |

|  | 2.83% |

|  | 1.61% |

|  | 1.47% |

|  | 1.09% |

### 1997년 대한민국 재보궐선거
이병희 의원의 사망으로 인해 치러진 1997년 대한민국 재보궐선거에서 자유민주연합 이태섭 후보가 당선되었다.

### 대한민국 제16대 국회의원 선거
|  | 40.41% |

|  | 35.72% |

|  | 15.12% |

|  | 2.79% |

|  | 2.38% |

|  | 1.79% |

|  | 1.78% |

### 대한민국 제17대 국회의원 선거
|  | 44.43% |

|  | 38.24% |

|  | 11.77% |

|  | 5.54% |

### 대한민국 제18대 국회의원 선거
|  | 58.84% |

|  | 38.20% |

|  | 2.94% |

### 2009년 대한민국 재보궐선거
|  | 49.22% |

|  | 42.67% |

|  | 7.17% |

|  | 0.92% |